# Thorsten Wikström
Carl Thorsten Wikström, född 16 september 1891 i Söderhamn, död 17 juli 1979 i Oscars församling, Stockholm, var ett svenskt kammarrättsråd. Han var son till Oswald Wikström.
Efter studentexamen i Stockholm 1909 blev Wikström filosofie kandidat 1912, genomgick efterprövning 1912 och blev juris kandidat 1915. Han blev e.o. notarie i Svea hovrätt 1915, genomförde tingstjänstgöring 1916–1917, var vice auditör vid Kustflottans särskilda krigsrätt 1917–1918 samt från 1919. Han var verksam som advokat i Stockholm från 1918 och  ledamot av Sveriges Advokatsamfund 1920–1936.
Wikström var sekreterare hos sakkunniga för verkställande av utredning och avgivande av förslag angående åtgärder mot den försvarsfientliga propagandan 1920–1921, tjänstgjorde i kammarrätten från 1921, blev assessor där 1926 samt var kammarrättsråd 1936–1958, tillika divisionsordförande 1945–1958. Han var t.f. föredragande i regeringsrätten 1926 och 1927–1929. Han var redaktör för Kammarrättens årsbok 1941–1962 och sakkunnig i finansdepartementet 1955–1962. Han ligger begravd på Norra begravningsplatsen i Stockholm.